# 林学
林学（、英: forest science, forestry）は、森林および林業に関する技術および経済政策についての学問である。造林学、林政学、森林計画学（森林経営学）、砂防・治山学（森林土木学）、森林利用学（林業工学）、林産科学、森林計測学などに細分されている。
大学、大学院においては、農学部内にかつては林学科、現在森林科学科などの名称で学科や専攻コースが置かれる場合が多い。

## 概要
元来は、森林を資源として捉えた林業の側面からの研究が主であったが、現代では環境問題に重きを置いて研究されている。
林学研究の方法は、いくつかに大別することができる。
- 林業政策や経営などに着目した政治学、経済学的アプローチ。
- 治山や、資源としての材木について研究する工学的アプローチ。
- 森林を生態系として捉えた生態学・環境学的アプローチ。

## 林学教育の歴史
林学は英語で silviculture であるが、林学教育は英語にするとフォレストリー・エデュケーションである。フォレストリー（forestry ）は日本語では林業とも林学ともなるので、大学教育、高等教育を中心に述べていく場合、これは「林学教育」となる。ただし林学教育は、洋の東西を問わず林業技術者の育成教育を目的として始まり、その後もその流れは続いている。
『ドイツ林学者伝』（片山茂樹/ 林業経済研究所, 1968年）によると、林学教育の始まりとして林業技術者教育の最初の方式は、いわば親方学校とも云うべきものであった。マイスタースクール、マイステルシューレであり、最初ドイツで1763年に始まっている。当時の林学の大親方といわれる人は2人いて、有名なコッタとハルティッヒであり、それぞれ親方学校を持っていた。親方すなわちフォレストマイスターは各6人の学生（徒弟）を割り当てられていた。今日の学校はこの2校が次第に拡がっていったのであり、こうしてやがてドイツの林業技術者はロシアの森林経営をまかされたり、林学教育を頼まれたりするようにもなった。この方式では、学生達は親方に近く起居し、かつ働いている。彼らはほとんど毎日親方に接触し、徒弟として仕え、多くの仕事をした。実際に山を視たり、討議を聴いたり、また経営案作成を手伝ったりすることによって、森林官の責任や役割や技術を学んだのである。マイスターは学生と親しくなることによって、その長所や、森林財産の管理経営者としての資質を判定することができた。
なおコッタとハルティッヒの親方学校創立は、それぞれ1785年と1789年であったが、前者が後にターラントの林学校に発展していったのである。このマイスター方式は当時としては一般的で、新しい職業になってきていた法律家や医師の教育についても同様であった。パリ大学のような学問の大センターでさえ、ずっと早くから採用されていたというほか、林業ではこの方式は20世紀までも一部に存続していたのである。
林学教育の次のパターンは、ユニバーシティ（必ずしも完全な総合大学とは限らない）の中にあり、その緊密な一部としての林学校である。親方学校が政府系の林学校に属したように、実際家が教育し運営する林学校は、大学の林学校に道を明けることになってきた。『林学概論』（島田錦蔵／著/ 経営評論社, 1952年）にオーストリアの林学校は1875年にマリアブルンからウイーンの農科大学に移管、イタリアの林学校は1910年にフローレンス大学に移されたとしている。スイスの林学教育は当初からチューリッヒ工科大学で1885年にスタートしている。
アメリカでは1898年に最初の林学校がコーネル大学に創設された。現在ここには林学科は無いが、当時の林学者の名をつけたホールを記念に保存している。1900年に林学の大学院がイエール大学の中に設けられた。米国林学会の『世界林学校名鑑』によると、当時収載された137校の中で、データ収集の時点で完全に大学から独立しているように見受けられたのが、6校のみである。もっとも、このリストにはソ連と中国本土は含まれず、東欧も不十分である。旧ソ連邦について云えば、1958年時点でも独立林学校と大学合併の林学校と両方持っていた。
世界の林学校の大部分が、今日総合大学の中に位置するということは、それだけ大きなメリットがあってのことであり、残っていた学校も次々と既存大学と合するようになった。ターラントの林学校はドレスデンの工科大学の一部であり、ハノーバー・ミュンデンのそれはゲッティンゲン大学の一部に、ラインベックのそれはハンブルク大学と一緒になった。フィリピンの林科大学はフィリピン総合大学の一部に、トルコの林学部はイスタンブール大学の一部になっているし、他にも多数挙げることができる。しかし又一方、大学との結び付きを持たず、またそれを作ることが出来ないで潰れていくものも若干あった。独自の援助のある少なからぬ林学校では、大学と非公式の縁組をしているものもある。例えばラングーンの大学では、林学の先生は国の林務庁から来るが、専門の学位は大学から与えられる。国は教育を支えてくれるが、学生は林学コースの方でも大学プロパーのコースでも、どちらでも選べるのである。同様なパターンはパキスタンの林学校が、ペシャワル大学との協力で行なわれた。フランスのナンシーの現フランス国立農村工学・河川・森林学校は、強力な援助は受けて来たのであるが、工・農学部とアカデミックに結び付き、1965年には合併したものである。スウェーデン・ストックホルムでは、農学部、獣医学部と共に農科大学を形成した（1977年）ほか、スペイン・マドリードの林学校についても同様のことが見られる。
世界の主要な林学校の中で、総合大学との結び付が全く無しに運営されている唯一のものは、インドのデラ・ドゥンのインド林科大学である。しかしこの学校は、本来理論的な教育に力を入れる研究機関のようである。それにこの学校は、入学するのに学士号を必要とする、いわば大学院大学なのである。このような強味を有するデラ・ドゥンの林学校の学生なのだが、アメリカや他国の大学院に行って修士タイトルを取るのには、大変な苦労を経験するという。
以上から、林学教育は既に1760年代のヨーロッパにその端を発しているといってよい。これは林学校という明瞭な組織と制度の発生を前提とすれば、検証できるからである。

### 日本
日本の場合、「明治・大正・昭和前期雑誌記事索引集成 社会科学編 第33巻 林業林学ニ関スル論文及著書分類目録 第1輯」などによると、江戸時代からおいかけて林学教育の曙光を認めることは困難であるが、古くから林業に関する伝承という手段はあったとされ、それに樹木や林産物に関する知識普及案内書とも見得るものが「教草」等の形で2、3点ある。その他は林業に関する理論も根拠も無く、唯一木を伐ってのことだけを務めとしたのであった。
維新になってから、松野礀が忽忙の間にあって、明治三年に伏見満宮（北白川宮能久親王）に随行してドイツに渡り、明治5年（1872年）にプロイセンのエーベルスワルデ山林学校に入学している。海外で林学を修める日本最初の人になったが、しかしその松野も、日本からの海外留学生としては第211人目であって、初めの希望の国家経済学を生産的実業の学に切り換え、中途から林業に志したものであったという。エーベルスワルデではハルティッヒに師事し、帰朝後も同氏の学風を伝えた。松野こそ後述のように日本林業教育の開祖であり功労者である。
なおこの時期には、明治7年オーストリアのマリアブルン山林学校で山林の諸科目を聴講した緒方道平もいる。これも明治六年ウィーン万国博覧会に国家として初参加した時、佐野常民の随員として渡航し、滞在中他の随員と共に各種技術の伝習を受けさせられたものである。なおその時やはり随員だった津田仙は樹芸法を習得したという。『松野硲と松野クララ―明治のロマン』（小林富士雄、大空社、2010年）にもあるが、現時点の研究で明治初年に海外の林学教育に直接接触したのは、松野、緒方の2名だけといってよい。
明治初年、日本の新政府は教育政策の国家統轄を図り、4年には文部省を設置。5年には学制が頒布。実業教育に関する規程も明らかにされたが、大学という所は「高尚なる諸学」を教える学校であって、農学や林学はその含む所でなかったとされていた。その後専門学校（旧制）の一種として農学校も認められるが、やはり普通教育に急で十分には手が及ばなかった。農業方面で見るべきものとしては、明治4年に米国の農学校教師三名を来させ、同5年4月芝の増上寺に農業現術生を教育、これが札幌農学校の前身を成したほか、同年内藤新宿（現在の新宿御苑）に農事試験場を設置したことがあった。林業が広義の農業の一部であることは疑いない事実であるが、農業教育が林業教育を含んでいたとは認められない。当時の学制の専門学校中、農業学校に関する学科規程には、その本科の一科目として耕芸（園庭及び樹木）が挙げられている。
津田仙著「農業三事」（明治7年）等にも、農業に関する著述では樹木や林業を強いて区別してはいないようであり、結局教育上は、その後農学科の課程中に林学大意を入れ、林学科に農学大意を課したのと同程度の接触があったに過ぎない。大勢としてこの頃から林業の学問も教育も、農業から別個に取り残されたと見られる。明治前期を通じて農業教育上の各種の施設は林業のそれに比し、常に5年ないし10年を先行して行く事実が見られる。当時の山林の客観的重要性を示す一指標でもある中央管庁を見ると、明治7年2月内務省地理寮内の木石課が、初めて山林という看板を掲げて山林課になったが、12年には山林局という独立の一局となり、更に14年4月農商務省設置に際して同省に移った。このような組織の整備拡充は、やがては林業専門知識修得者を要求することになる。また西南戦争の後企業熱が起こり、財界一般に好景気が3、4年続いて、ここに産業意識も芽生えた時代に、実業教育も学校企画として問題になっていく。
この頃すでに内藤新宿の農事試験場に付置された農事修学場で、9年10月から農業技術の授業が開始され、農学校と改称、同年12月駒場に移って駒場農学校となっている。なお札幌農学校、京都府立農牧学校を合わせて三つの高等教育機関の外、各県に次々と中等教育機関も育まれていった。
松野礀は帰朝するや否や、大久保利通内務郷より地理寮山林課を托され、森林の規画をも命ぜられた。彼は官林の制度も施業も基礎はまず調査にありと、課員を督励してとりかかったのであるが、専門知識を修めて共に仕事に当ってくれる者が無く、多大の困難を感じる。そこで技術者教育の必要を痛感し、教育機関設置に努力したがうまく運ばず、次善の手段として樹木試験場を設けることにした。東京の西ケ原に民地を買い上げて、明治11年初春より開始の運びとなったのであった。試験場での調査研究や世人の知識の啓発が、やがて独立の教育機関を生み出すに至ることは、先行した農事試験場の例に見るも明らかであるから、この方策は時宣を得たものというべきものであり、実際数年後、西ケ原に山林学校として結実を見たのである。試験場設立と共に松野の啓蒙教化的活動は盛んになり、内務省外においても12年12月、山林に関する科学的研究の必要を唱えて、緒方道平、片山直人等と共に山林学共会を設立した。
明治14年6月には前内務省山林局長の桜井勉も山林学共会と同様の目的で、緒方道平、中野武営等多数の同志と林学協会を設立している。集会討論の外「林学協会集誌」なる雑誌を出したが、当時としては立派な学術誌であった。R・ハルティッヒ、H・マイヤー（当時ハルティッヒの助手）、G・ハイヤー (de) 、C・グレーベ (de) 、C・ガイヤー (de) 、ダンケルマン (de) 、ユーダイヒ (de) 、Ｍ・プレスラー、V・ゼッケンドルフ (de) 等、独墺方面の碩学達が相次いで入会して集誌に名を列ね、著書の寄贈までしてきていることなど特筆に値するものがあった。これは、林学研究の第二陣として12年からドイツに渡っていた中村弥六の宣伝によるものであろうという。
この時期に林業に関する教化的役割を果した著しいものとして、林務官庁からの刊行物が挙げられる。まず明治9年5月には時の主管庁である内務省地理寮から「地理寮森林報告」が発刊された。同報告は山林の価値を強調し、木材欠乏を予告して世人の山林に対する注意を喚起したものであるが、それより以上に林務に携わる者への林業知識普及を図ったもののようである。しかし逆に当時の森林官吏の教養知識の程度が推察されることにもなった。地理寮森林報告は数回名称を変えて、戦時中「山林彙報」で終っている。又11年四月地理局は「山林叢書」を出し、月刊で12年8月まで続いた。これは内外諸家の論文を集録する趣旨であったが、内容の殆んど全部は外国書の翻択に終っている。外国林業の制度と技術を採り入れることに漸く大童になってきた表われとされ、また明治中葉の翻訳万能時代を思わせるものがある。この山林叢書中に技術に関する意見を述べる者もあったが、その取材するところはここでも独墺等外国の事例を出なかったと云える。ただし同叢書では、フランスの制度が多く紹介されていたことが目立っていた。
なお一般の林業的教化に与かるものの一つとして博覧会、共進会があった。明治4年以降各地に小さなものは開かれたが、大規模なものとしては10年東京上野の第1回内国勧業博覧会であり、第2回は明治14年に再び上野で開かれた。両回を通じて木材はじめ林業関係出品は、農業部門で取扱われたのであった。
このような胎動期的な10年を経て、明治15年1月に、あまり振わなかった山林学共会を改め、大日本山林会として発足した。これは現在に続いている。創立委員長は品川弥二郎、会頭は伏見宮貞愛親王であった。2月に大日本山林会報告を刊行したほか、大小集会を催す等、林業知識の普及発達の上に印した足跡は甚だ大であった。続いて山林共進会が上野公園で開かれ、山林増殖の顕著な実績者を表彰している。この内容は「山林共進会報告」に詳しい。これにより愛林思想が大いに喚起され、また生産業に林業があることを全国に知らしめた。なおこの年六月ドイツでは中村弥六がミュンヘン大学を首席で卒業、林学の学位を得たことが報ぜられている。
これより先14年4月農商務省新設後まもなく、西郷従道卿は松野の誠意に感じ、続いて山林局長となった武井守正をも動かして局内学務課を設けた。松野は課長として山林学校の組織取調、樹木試験等を掌ることになった。松野は鋭意、山林学校設立の準備にあたり、翌15年成案を得て農商務省に報告、予算を獲得して教室や寄宿舎等を建設し、これに東京山林学校と名付けた。
同時に山林局の学務課は廃され、その主管した事務は同校に移り、従来の試験場も其の名を廃して同校の付属となったのであった。事務開始は11月初めである。しかし「山林ノ諸学術ヲ講究し及生徒ヲ教育スル事」が同校の事務条項の中に掲げられたのは、翌年二月の改正に際してであった。当初の条項はむしろ試験場的な事項が多く盛られていたのである。
こうして日本最初の林学の高等教育機関としての東京山林学校が発足。明治15年12月西郷農商務郷臨席の下に挙げられた開校式は、日本の林学教育史上、又林業発展史にとっても、画期的なイベントであった。事ここに到ったについては、松野の渾身の努力は別として、西郷従道（卿）、品川弥二郎（少輔）、武井守正（山林局長）らの力に係るものであることも認められる。山林学校が当時文部省でなく、農商務省山林局の直轄下にあったことは、この種教育機関が実地の必要から生まれたことからである。
駒場農学校も勧農局又は農務局に直属していた。
諸外国でも同様で、その頃のフランス山林局事務規程によって、山林局所管事項の中に「山林学校ヨリノ申立ヲ可否スル事」、「学術の為二種々木ヲ植エテ試験スル事」等が掲げられているのを見れば、類似点は明らかである。山林学校は樹木、木材の試験や翻訳の事業をも担当して、山林局内の他課と並立するものであった。
東京山林学校の教育の内容方法等については、その成立の経緯からして、松野が学んだエーベルスワルデ山林学校に類似したものであった。例えば学科目の構成、入学志望者の資格中に、数学の修得程度について特に条件を付した点、山林事業の概要の既修を条件にあげている点等である。
更に注目されるのは、当時においてこのような特殊の学校が一人の外人の参加もなく創立されたということである。農学方面では、3校それぞれ明治4年以来米国農学校教師等が参加し、途中からは英国、ドイツより招聴に応じて陸続来朝している。ドイツ人は明治12、14年以後英米人に代って農業諸学に大きな影響を与えている。
山林学校の第1回卒業生（明治19年）であった江崎政忠が示すところによると、当時の学校には正則と変則とあり、講義に外国語を使用するのを正則といい、使用しないものを変則といった。山林学校は変則であって、ドイツ語を知らなくても学科を習得できたことは、当時の進歩的な学生には甚だ不満であったという。
しかし林学でもその後明治20年末から21年初めに互り、ドイツ人オイスタッハ・グラスマン (de) 、ハインリッヒ・マイエルが来日し、林学に関する教鞭をとったのであった。
明治19年（1890年）に、東京山林学校は駒場農学校と合併して東京農林学校となり、本省直轄になっている。そして更に23年、東京農林学校は帝国大学農科大学となった。同時に文部省に移管する。